# له کوتو، کبک
له کوتو (به فرانسوی: Les Coteaux) شهری در منطقه شهری وودروی-سولانژ ناحیه مونترژی در استان کبک کانادا است. در سرشماری سال ۲۰۱۱ این شهر ۳٬۶۸۴ نفر جمعیت داشته‌است و مساحت آن ۱۲٫۱۱ کیلومتر مربع است.